# Anca Alexandrescu
Anca Nicoleta Alexandrescu este o jurnalistă română. Este fiica jurnalistului Horia Alexandrescu (1947-2021). Nu există informații precise despre data exactă a nașterii sale, însă aceasta are 53 de ani (născută în 1972). Anca absolvit Școala Superioară de Jurnalistică (fondată și finanțată de Fundația Soros) și a fost redactor la Evenimentul Zilei și la Ziarul Ziua.
Anca Alexandrescu a fost purtătoarea de cuvânt a PDSR la alegerile locale din 1996.
A condus campanii de promovare pentru Adrian Năstase și Victor Ponta și a activat și în biroul de presă al Primăriei Capitalei, când Sorin Oprescu a fost primarul Bucureștiului. După arestarea lui Liviu Dragnea, Anca Alexandrescu a fost director de comunicare al companiei Rompetrol.
Și-a anunțat candidatura la Alegerile prezidențiale din România din 2025 în cazul în care Călin Georgescu nu va putea participa la alegeri și dacă Victor Ponta va intra în cursa pentru Cotroceni.
Anca Alexandrescu este, în prezent, moderator al emisiunii Culisele statului paralel de pe Realitatea TV (ziua de azi Realitatea Plus).
Este cunoscută pentru faptul că este o puternică susținătoare a lui Călin Georgescu, dar și al candidatului ajuns în turul al doilea al alegerilor prezidențiale din 2025 din România,  George Simion, acest lucru arătându-l cu vehemență în emisiunea sa de pe postul Realitatea Plus.